# پایکویل (کنتاکی)
پایکویل (به انگلیسی: Pikeville) شهری در ایالت کنتاکی کشور ایالات متحده آمریکا است که جمعیت آن در سرشماری سال ۲۰۱۰ میلادی، ۶٬۹۰۳ نفر بوده‌است.